# Yzosse
Yzosse (gaskonsko Isòssa) je naselje in občina v francoskem departmaju Landes regije Akvitanije. Naselje je leta 2009 imelo 425 prebivalcev.

## Geografija
Kraj leži v pokrajini Gaskonji 4 km vzhodno od središča Daxa.

## Uprava
Občina Yzosse skupaj s sosednjimi občinami Bénesse-lès-Dax, Candresse, Dax, Heugas, Narrosse, Oeyreluy, Saint-Pandelon, Saugnac-et-Cambran, Seyresse, Siest in Tercis-les-Bains sestavlja kanton Dax-Jug s sedežem v Daxu. Kanton je sestavni del okrožja Dax.

## Zanimivosti
- cerkev sv. Petra;